# 複方藥
複方藥（也稱為組合藥，簡稱FDC ），是包含兩種或多種有效成分，組成一單一劑型的藥物。諸如「複方藥（combination drug）」或「組合藥物產品（combination drug product）」類的名稱均為FDC產品的常見簡寫。目前大多數複方藥產品都是FDC，這種產品為大量生產，且藥物成分與劑量比例固定不變。相較之下，透過藥劑師依據個別患者需求而配製的多藥療法，則屬於客製化藥物。）。複方藥另且應與醫界使用的「組合治療（combination product）」區分開來，在無進一步說明的情況下，「組合治療」指的是結合不同類型醫療方式的做法，例如設備/藥物組合，而非藥物/藥物組合。當組合藥物產品（無論是否為固定劑量）是「藥丸」（即片劑或膠囊）形式時，稱為「多藥製劑」（或稱組合藥劑）。在精確的用法中，藥丸只有在包含至少4種藥物時才被稱為多藥製劑（意即2或3種藥物的固定劑量組合不是多藥製劑）。多藥製劑通常是針對慢性病的治療或預防。
通常複方藥是針對單一疾病而開發（例如用於治療愛滋病的複方抗反轉錄病毒藥物）。然而複方藥也可能用於治療多種疾病/病症。在此情況下，這些病症通常具關聯性，以擴大潛在患者群體。由於複方藥透過批量生產，因此需要確保有足夠多的患者使用，以符合效率化的製造、配送和儲存。

## 常見複方藥
關於一般較為常見的複方藥，請參閱世界衛生組織基本藥物標準清單。
非處方藥，例如有：
- 地芬尼拉敏（英语：dimenhydrinate） （8-氯茶鹼/苯海拉明（英语：8-chlorotheophylline/diphenhydramine））- 用於治療暈動病和噁心。
- 葡萄糖/果糖/磷酸（英语：Glucose/fructose/phosphoric acid） - 一種止吐劑，用於緩解噁心和嘔吐。

處方藥，例如有：
- 阿得拉爾（硫酸右旋安非他命/硫酸安非他命/糖二酸右旋安非他命/門冬胺酸安非他命水合肌酸）- 用於治療注意力不足過動症（ADHD）和發作性嗜睡病。
- 阿斯匹靈/撲熱息痛/咖啡因（英语：aspirin/paracetamol/caffeine） - 用於治療疼痛，特別是緊縮型頭痛和偏頭痛。
- 麥角胺/咖啡因（英语：Ergotamine/caffeine） - 用於治療頭痛，例如偏頭痛。
- 奈瑪特韋/利托那韋 (商品名：Paxlovid）- 經由美國食品藥物管理局 (FDA) 授予緊急使用授權 (EUA)，用於治療和管理COVID-19（英语：treatment and management of COVID-19）。[6][7]。

## 優點
複方藥除單純作為促進聯合療法的一種手段之外，其具體優點還有：
- 減少患者的服藥負擔以提高患者遵囑（英语：Adherence (medicine)）程度。[8]服藥負擔不僅牽涉服用的藥丸數量，還包括如追蹤藥物種類、了解各種用藥說明等負擔。
- 能建立針對給定複方藥中相對劑量的藥物動力學、作用和不良反應等組合概況，會較單獨觀察每種單一藥物的概況而提供更簡單的概述。這種組合概況還可包括各個藥物間的交互作用，這些效應可能在藥物單獨使用時遭到忽略。
- 由於複方藥要經過監管機構（例如FDA審查，通常其中活性成分不太可能產生不良的交互作用。然而複方藥可能會與患者正服用的其他藥物發生交互作用，因此針對藥物間相互作用（簡稱DDI）採取常規的醫療和藥學預防措施仍有其必要。
- 製藥公司會開發複方藥作為擴展藥品專有權和適銷性的一種手段。由於複方藥可受專利保護，因此即使其單獨的活性成分及其許多治療用途可能已不再擁有專利保護，製藥公司仍可取得銷售特定複方藥或其配方的專有權。[8]

## 缺點
- 對於某些患者，可能無法找到具有適當藥物和劑量的複方藥，而可能導致有患者攝入過多的成分，而另有患者攝取不足，如同美國眼科醫學會（英语：American Academy of Ophthalmology）指出複方藥會"限制臨床醫師定制劑量方案的能力" 。[9]在此情況下，一種替代複方藥的可能性是使用由藥劑師根據處方而製備的客製化製劑，此為一種為個別患者準備特定藥物的多藥療法（英语：polypharmacy）。
- 如果使用複方藥發生不良反應，可能很難確定是由哪種成分所導致。透過單獨用藥並監測反應。如果個體禁用其中一種成分，即表示無法此種複方藥。[10]
- 活性成分和賦形劑之間的相容性問題，會導致藥物在配方中的溶解度和溶出度降低，進而影響藥物的生物利用度，是開發多藥配方過程中的一大挑戰。[11]

## 外部連結
- 维基共享资源上的相關多媒體資源：複方藥

複方藥